# Europese kampioenschappen boogschieten 2021 (outdoor)
De Europese kampioenschappen boogschieten 2021 waren door de World Archery Europe (WAE) georganiseerde kampioenschappen voor boogschutters. De 26e editie van de Europese kampioenschappen outdoor vonden plaats in het Turkse Antalya van 31 mei tot 6 juni 2021.

## Resultaten

### Mannen
| Onderdeel              | Goud                                            | Goud | Zilver                                        | Zilver | Brons                                                                 | Brons |
| ---------------------- | ----------------------------------------------- | ---- | --------------------------------------------- | ------ | --------------------------------------------------------------------- | ----- |
| Recurve - individueel  | Pablo Acha                                      | ESP  | Galsan Bazarzjapov                            | RUS    | Moritz Wieser                                                         | GER   |
| Recurve - team         | Sjef van den Berg Rick van der Ven Steve Wijler | NED  | Oleksi Hoenbin Heorhi Ivanytsky Ivan Kozjokar | UKR    | Galsan Bazarzjapov Aldar Tsybikzjapov Beligto Tsyngoejev              | RUS   |
| Compound - individueel | Yakup Yıldız                                    | TUR  | Mathias Fullerton                             | DEN    | Łukasz Przybylski                                                     | POL   |
| Compound - team        | Evren Çağıran Furkan Oruç Yakup Yıldız          | TUR  | Quentin Baraër Nicolas Girard Adrien Gontier  | FRA    | Dimitrios-Konstantinos Drakiotis Stavros Koumertas Andreas Zacharakis | GRE   |

### Vrouwen
| Onderdeel              | Goud                                             | Goud | Zilver                                        | Zilver | Brons                                     | Brons |
| ---------------------- | ------------------------------------------------ | ---- | --------------------------------------------- | ------ | ----------------------------------------- | ----- |
| Recurve - individueel  | Lisa Barbelin                                    | FRA  | Karyna Dziominskaya                           | BLR    | Denisa Baránková                          | SVK   |
| Recurve - team         | Svetlana Gombojeva Jelena Osipova Ksenia Perova  | RUS  | Michelle Kroppen Charline Schwarz Lisa Unruh  | GER    | Kirstine Andersen Randi Degn Maja Jager   | DEN   |
| Compound - individueel | Tanja Gellenthien                                | DEN  | Ella Gibson                                   | GBR    | Sanne de Laat                             | NED   |
| Compound - team        | Sophie Dodemont Lola Grandjean Tiphaine Renaudin | FRA  | Sanne de Laat Inge van der Ven Jody Vermeulen | NED    | Irene Franchini Sara Ret Marcella Tonioli | ITA   |

### Gemengd
| Onderdeel       | Goud                              | Goud | Zilver                     | Zilver | Brons                                    | Brons |
| --------------- | --------------------------------- | ---- | -------------------------- | ------ | ---------------------------------------- | ----- |
| Recurve - team  | Aldar Tsybikzjapov Jelena Osipova | RUS  | Pablo Acha Elia Canales    | ESP    | Kacper Sierakowski Magdalena Śmiałkowska | POL   |
| Compound - team | Reginald Kools Sarah Prieels      | BEL  | Robin Jäätma Lisell Jäätma | EST    | Tim Krippendorf Janine Meissner          | GER   |

### Medaillespiegel
| Plaats | Land                | Goud | Zilver | Brons | Totaal |
| 1      | Rusland             | 2    | 1      | 1     | 4      |
| 2      | Frankrijk           | 2    | 1      | 0     | 3      |
| 2      | Turkije             | 2    | 0      | 0     | 2      |
| 4      | Denemarken          | 1    | 1      | 1     | 3      |
| 4      | Nederland           | 1    | 1      | 1     | 3      |
| 6      | Spanje              | 1    | 1      | 0     | 2      |
| 7      | België              | 1    | 0      | 0     | 1      |
| 8      | Duitsland           | 0    | 1      | 2     | 3      |
| 9      | Estland             | 0    | 1      | 0     | 1      |
| 9      | Oekraïne            | 0    | 1      | 0     | 1      |
| 9      | Verenigd Koninkrijk | 0    | 1      | 0     | 1      |
| 9      | Wit-Rusland         | 0    | 1      | 0     | 1      |
| 13     | Polen               | 0    | 0      | 2     | 2      |
| 14     | Griekenland         | 0    | 0      | 1     | 1      |
| 14     | Italië              | 0    | 0      | 1     | 1      |
| 14     | Slowakije           | 0    | 0      | 1     | 1      |
| Totaal | Totaal              | 10   | 10     | 10    | 30     |